# Malta op het Eurovisiesongfestival 1994
Malta nam deel aan het Eurovisiesongfestival 1994 in Dublin (Ierland). Het was de 7de deelname van het land op het Eurovisiesongfestival.  Public Broadcasting Services (PBS) was verantwoordelijk voor de Maltese bijdrage voor de editie van 1994.

## Selectieprocedure
Er werd gekozen om een nationale finale te organiseren en deze vond plaats op 5 februari 1994 in het Mediterranean Conference Centre in Valletta. In totaal deden er 5 artiesten mee aan deze finale en de winnaar werd gekozen door een jury van experts.
| Volgorde | Artiest                         | Lied                        | Plaats |
| -------- | ------------------------------- | --------------------------- | ------ |
| 1        | Renato                          | "The shadow of a dream"     | 4      |
| 2        | Georgina                        | "Remembering the beginning" | 3      |
| 3        | Phylisienne Brincat             | "Tell me why"               | 5      |
| 4        | Moira Stafrace & Chris Scicluna | "More than love"            | 1      |
| 5        | Ray Caruana                     | "Scarlet song"              | 2      |

## In Dublin
In Ierland moest Malta optreden als 12de, net na Roemenië en voor Nederland. Op het einde van de puntentelling bleken ze op een 5de plaats te zijn geëindigd met 97 punten.
Men ontving 1 keer het maximum van de punten.
Nederland had 1 punt over voor deze inzending en België nam niet deel in 1994.

### Gekregen punten

#### Finale
| 12 punten               | 10 punten                        | 8 punten    | 7 punten                                     | 6 punten                          |
| ----------------------- | -------------------------------- | ----------- | -------------------------------------------- | --------------------------------- |
| - Bosnië en Herzegovina | - Ierland - Roemenië - Slowakije |             | - Estland - Griekenland - Kroatië - Litouwen | - Finland - Zwitserland           |
| 5 punten                | 4 punten                         | 3 punten    | 2 punten                                     | 1 punt                            |
|                         | - Portugal - Zweden              | - Duitsland | - Cyprus                                     | - Nederland - Verenigd Koninkrijk |

### Punten gegeven door Malta

#### Finale
Punten gegeven in de finale:
| 12 punten | Slowakije             |
| 10 punten | Kroatië               |
| 8 punten  | Zwitserland           |
| 7 punten  | Bosnië en Herzegovina |
| 6 punten  | Roemenië              |
| 5 punten  | Ierland               |
| 4 punten  | Griekenland           |
| 3 punten  | Zweden                |
| 2 punten  | Polen                 |
| 1 punt    | Portugal              |